# 16505 Зульцер
16505 Зульцер (16505 Sulzer) — астероїд головного поясу, відкритий 12 жовтня 1990 року.
Тіссеранів параметр щодо Юпітера — 3,224.